# Terra Formars
Terra Formars (яп. テラフォーマーズ) — японська манґа та аніме-серіал, створений і намальований манґакою Ю Сасуґою і проілюстрований Кенічі Тачібаною.
Опублікована частинами у журналі Shueisha Weekly Young Jump із 2011 року. Viz Media почав публікацію перекладу англійською мовою в 2014 році. Дві OVA, що розповідали про місії «Жуки 1» та «Жуки 2», були випущені в серпні 2014 року, а серіал був також показаний вже у вересні 2014 року. Крім того, спіноф манґи під назвою Terra for Police розпочався 10 травня 2014 року в Jump X. А екранізація зрежисована Такаші Мііке.

## Сюжет
Намагаючись колонізувати Марс, вчені XXI століття розпочали тераформування планети. Розсіяні модифіковані водорості, поглинали сонячне світло і створили атмосферу, а завезені таргани, чиї трупи повинні були виконувати функцію компосту, поширили б водорості по всій планеті.
П'ятсот років потому, перший пілотований корабель відправився на Марс із Землі, і на шістьох членів екіпажу напали гігантські мутанти людиноподібних тарганів з неймовірною фізичною силою. Пізніше названі написом «тераформери»; екіпаж був знищений, але встиг після відправки надіслати попередження назад на Землю. Кілька десятиліть потому, багатонаціональна експедиція вирушає винищувати мутованих тарганів, щоб взяти під контроль червону планету. Але і вони були переможені мутантами. Двом членам екіпажу вдалося вижити і повернутися на Землю, щоб повернутися і помститися за своїх полеглих товаришів. Коли третя експедиція була зібрана, виникають питання про дійсне походження тераформерів та їх зв'язок з смертельним вірусом, що поширюється людством.
Для супротиву проти сили і спритності «тераформерів», члени другої і третьої експедиції пройшли генетичну модифікацію і перейняли характеристики інших організмів. Це стало можливим тільки після того, як спеціальний орган «тарганів-тераформерів» імплантували у тіло людини, при цьому тільки 36 % людей виживало після операції.

## Персонажі
- Комачі Шьокічі — один з двох осіб, які вижили після другої експедиції на Марс. На момент другої експедиції — двадцятидворічний хлопець. Злитий з азійським гігантським шершнем, що дозволяє йому битися за допомогою жала. У минулому убив батька своєї подруги Нанао, який бив свою доньку і піддавав її сексуальному насиллю. Вийшовши із в'язниці разом з Нанао приєднався до марсіанської експедиції. Через двадцять років очолив третю експедицію на Марс.

Сейю: Хіденобу Куічі
- Хірума Ічіро — друга людина, що вижила у другій експедиції на Марс. На момент цієї експедиції — вісімнадцятирічний хлопець. Об'єднаний з комаром «Polypedilum vanderplanki», що дозволяє йому витримувати екстремальні умови зовнішнього середовища, впавши в стан криптобіозу. Виріс у великій родині, де у нього було шість молодших братів і чотири сестри. За наполяганням своєї матері весь свій час присвячував навчанню, з метою отримати хорошу роботу. Однак, йому довелося кинути навчання, після того як однокласниця звалила на нього провину за те, що завагітніла від вчителя. Тому він приєднався до експедиції заради грошей. Пізніше став прем'єр-міністром Японії і зарікся повторно відвідувати Марс.

Сейю: Томокадзу Суґіта

## Медіа

### Манґа
Манґа Terra Formars створена Ю Сасуґою та ілюстрована Кенічі Тачібаною виходила у журналі Shueisha Miracle Jump з 13 січня по 31 грудня 2011. З 26 квітня 2012 манґа стала виходити у журналі Weekly Young Jump. У грудні 2018 Terra Formars пішла на безстрокову перерву; вихід нових глав поновився 4 квітня 2024. 19 квітня 2012 у видавництві Shueisha вийшов перший танкобон манґи. Станом на липень 2024 видано 23 танкобони.

#### Список томів
| №  | Дата виходу       | ISBN                   |
| -- | ----------------- | ---------------------- |
| 1  | 19 квітня 2012    | ISBN 978-4-08-879270-5 |
| 2  | 17 серпня 2012    | ISBN 978-4-08-879396-2 |
| 3  | 19 листопада 2012 | ISBN 978-4-08-879459-4 |
| 4  | 19 лютого 2013    | ISBN 978-4-08-879523-2 |
| 5  | 17 травня 2013    | ISBN 978-4-08-879561-4 |
| 6  | 19 серпня 2013    | ISBN 978-4-08-879630-7 |
| 7  | 19 листопада 2013 | ISBN 978-4-08-879684-0 |
| 8  | 19 лютого 2014    | ISBN 978-4-08-879754-0 |
| 9  | 19 травня 2014    | ISBN 978-4-08-879796-0 |
| 10 | 20 серпня 2014    | ISBN 978-4-08-879888-2 |
| 11 | 19 листопада 2014 | ISBN 978-4-08-890042-1 |
| 12 | 19 лютого 2015    | ISBN 978-4-08-890118-3 |
| 13 | 19 травня 2015    | ISBN 978-4-08-890154-1 |
| 14 | 19 серпня 2015    | ISBN 978-4-08-890245-6 |
| 15 | 19 листопада 2015 | ISBN 978-4-08-890285-2 |
| 16 | 18 березня 2016   | ISBN 978-4-08-890375-0 |
| 17 | 19 квітня 2016    | ISBN 978-4-08-890398-9 |
| 18 | 19 серпня 2016    | ISBN 978-4-08-890483-2 |
| 19 | 18 листопада 2016 | ISBN 978-4-08-890521-1 |
| 20 | 17 лютого 2017    | ISBN 978-4-08-890587-7 |
| 21 | 17 серпня 2018    | ISBN 978-4-08-890637-9 |
| 22 | 19 листопада 2018 | ISBN 978-4-08-891165-6 |
| 23 | 18 липня 2024     | ISBN 978-4-08-891203-5 |

Terra for Police
| № | Дата виходу       | ISBN                   |
| - | ----------------- | ---------------------- |
| 1 | 19 листопада 2014 | ISBN 978-4-08-890075-9 |

Kyō no Terra Formars wa Oyasumi Desu
| № | Дата виходу       | ISBN                   |
| - | ----------------- | ---------------------- |
| 1 | 19 листопада 2014 | ISBN 978-4-08-890020-9 |
| 2 | 19 травня 2015    | ISBN 978-4-08-890201-2 |
| 3 | 19 серпня 2015    | ISBN 978-4-08-890242-5 |
| 4 | 18 березня 2016   | ISBN 978-4-08-890433-7 |
| 5 | 19 серпня 2016    | ISBN 978-4-08-890434-4 |
| 6 | 18 листопада 2016 | ISBN 978-4-08-890518-1 |

Oshiete! Michelle Kyōkan
| № | Дата виходу       | ISBN                   |
| - | ----------------- | ---------------------- |
| 1 | 19 листопада 2014 | ISBN 978-4-08-890050-6 |

Terra Formars Gaiden Rain Hard
| № | Дата виходу    | ISBN                   |
| - | -------------- | ---------------------- |
| 1 | 19 лютого 2015 | ISBN 978-4-08-890123-7 |

Terra Formars Gaiden Asimov
| № | Дата виходу     | ISBN                   |
| - | --------------- | ---------------------- |
| 1 | 18 березня 2016 | ISBN 978-4-08-890382-8 |
| 2 | 19 серпня 2016  | ISBN 978-4-08-890488-7 |

Terra Formars Gaiden Keiji Onizuka
| № | Дата виходу    | ISBN                   |
| - | -------------- | ---------------------- |
| 1 | 19 квітня 2016 | ISBN 978-4-08-890437-5 |

Terraho-kun
| № | Дата виходу    | ISBN                   |
| - | -------------- | ---------------------- |
| 1 | 19 травня 2016 | ISBN 978-4-08-890450-4 |

### Фільм
Блокбастер на основі «Terra Formars» знаходиться в розробці режисера Такаші Міїке. Прогнозовано він повинен вийти у прокат 29 квітня 2016 року.

## Сприйняття
Перше місце в 2013 році за версією Kono Manga ga Sugoi! у Топ-20 манґи для чоловіків, за опитуванням читачів. І друге місце за рейтингом Zenkoku Shotenin ga Eranda Osusume Comic 2013, у 2013 році в Топ-15 манґа, які рекомендуються у японських книгарнях. Та 6 місце у рейтингу Manga Taishō. Досягнув 6 місця на Oricon в щотижневому рейтингу манґа 2013 року, в тиждень 19-25 серпня, 2013 року, з 317,248 копій. Станом на лютий 2015 року, Terra Formars 11 перших томів було продано більш ніж у 10 мільйонів копій.